# Anne-Marie Derèse
Anne-Marie Derèse, née le 22 juillet 1938  à Franière, est une poétesse belge.

## Œuvres
- Nue sous un manteau de paroles,ill. de Sonia Préat, Bruxelles, Belgique, Maison internationale de la poésie, 1980, 76 p. (BRB 7 A 63625)

- Prix Maurice et Gisèle Gauchez-Philippot 1980
- Prix de Poésie Charles Vildrac de la SGL 1981
- Un pays de miroir, phot. de Marianne Grimont, Ottignies Louvain-la-Neuve, Belgique, Éditions Dieu-Brichart, 1982, p. (OCLC 718676867)

- Prix Robert Goffin 1982
- Prix Van Lerberghe 1984
- Visage volé à l’oiseau, phot. de Marianne Grimont, masques de Sonia Préat, Ottignies Louvain-la-Neuve, Belgique, Éditions Dieu-Brichart, 1985, 107 p. (BRB V 12.771 A)
- La nuit s’ouvre à l’orage, Paris, Le Cherche Midi, coll. « Domaine privé», 1990, 45 p.  (ISBN 2-86274-165-5)

- Prix Maurice Carême 1990
- Le Secret des portes fermées, Paris, Éditions Belfond, 1994, 90 p.  (ISBN 978-2-7144-3224-7)
- Le Miel noir, Amay, Belgique, Les éditions l’Arbre à Paroles, 1999, 112 p.  (ISBN 2-87406-048-8)

- Grand Prix de la Maison de la Poésie de Paris (Fondation Émile Blémont), 2000
- Épiphanie, dess. de Mireille Dabée, Gembloux, Belgique, Éditions Le Roseau, 2003
- Ma belle morte, Namur, Belgique, Éditions de l’Acanthe, 2003
- Des pendus de brume, Rimbach, Allemagne, Éditions En Forêt, 2006, 60 p.
- Qu’importe si le sol est rouge, Mont-Saint-Guibert, Belgique, Le Coudrier, 2008, 82 p.  (ISBN 978-2-930498-07-2)
- Femme abyssale, des. de Sonia Préat, Mont-Saint-Guibert, Belgique, Le Coudrier, 2012, 147 p.  (ISBN 978-2-930498-33-1)
- La Vallée des épices, préface de Jean-Michel Aubevert, illustrations de Joëlle Aubevert, Mont-Saint-Guibert, Le Coudrier, 2016, 66 p.  (ISBN 978-2-930498-61-4)
- La Belle me hante, préface d'Anne-Michèle Hamesse, illustrations de Michel Cliquet, Mont-Saint-Guibert, Le Coudrier, 2020, 111 p.  (ISBN 978-2-39052-010-8)